# Marokanska kuhinja
Marokanska kuhinja je mješavina mediteranske, berberske i andaluzijske kuhinje. Kuhari kraljevske kuhinje u Fesu, Meknesu, Marrakechu, Rabatu i Tetouanu stvorili su temelje za ono što je poznato kao marokanska kuhinja danas.

## Sastojci
Maroko proizvodi veliki izbor mediteranskog voća i povrća, pa čak i neke tropske. Uobičajeno meso je govedina, ovčetina, janjetina, piletina, zečetina, meso od deve i plodovi mora. 

## Začini
- qarfa (cimet)
- kamoun (kumin)
- kharqoum (kurkuma)
- skinjbir (đumbir)
- libzar (papar)
- tahmira / felfla hemra (paprika)
- sezam
- qesbour (korijander)
- zaafran beldi (šafran)
- massia (muškatov oraščić)
- qronfel (klinčić)
- basbas (komorač)
- nnafaâ (anis)
- zaâter (origano)
- felfla soudania (crvena paprika)
- ourka sidna Moussa (lovor)

### Bilje
- naanaa (zelena metvica)
- maadnous (peršin)
- quasbour (korijander)
- fliyo (paprena metvica)
- merdedouch (majoramn)
- kerouiya (kim)
- ellouiza (verbena)

## Struktura objeda
Tipičan ručak počinje s nizom toplih i hladnih salata, nakon čega slijedi nacionalna jela tagine ili dwaz. Kruh se jede uz svaki obrok. Nakon toga obično dolazi meso: janjetina ili piletina. Šalicom slatkog čaj od mente se obično završava obrok. Marokanci jedu koristeći se s vilicom, nožem i žlicom ili rukama koriste kruh kao pomagalo, ovisno o posluženom jelu. Potrošnja svinjetine i alkohola nije uobičajeno zbog vjerskih ograničenja. U domaćim ambijentima, svi se poslužuju iz iste zdjele i nije običaj da svatko ima svoj tanjur.

## Salate
Salate se poslužuju sirove i kuhane, vruće ili hladne. Hladna salata podrazumijeva zaalouk (smjesa patlidžana i rajčice) i taktoukau (mješavina rajčica, zelene paprike, češnjaka i začina). Ovakvi sastojci karakteristični su za gradove Taza i Fes.

## Slastice
Na kraju obroka češće se poslužuju sezonska voća od deserta, ali postoji i više nacionalnih marokanskih deserta. Tradicionalni desert je "Kaab el ghzal" (Gazelini rogovi) koji se sastoji od lisnatog tijesta punjenog pastom od badema i prelivenog šećerom. Drugi poznati desert je "Halwa chebakia", kolač od meda, u obliku pereca, koji se prži u dubokom ulju i umače u med te se posipa sezamovim sjemenkama. Halwa chebakia su kolačići koji se jedu tijekom mjeseca Ramazana .

## Pića
Najpopularnije piće u Maroku je zeleni čaj s mentom. Tradicionalno, pravljenje dobrog čaj od mente u Maroku se smatra vrstom umjetnosti, a ispijanje s prijateljima i obitelji je dio svakodnevno tradicije. Tehnika ulijevanja čaja je toliko važna kao kvaliteta samog čaja. Čaj je popraćeno s tvrdim kockama šećera. Marokanski čajnici imaju dugačke, zakrivljene drške koje omogućavaju da se čaj ravnomjerno sipa u male šalice s visine. Da bi postigli optimalan okus, čaj sipaju iz dva puta. Marokanci također vole čaj s mjehurićima, pa ga zato sipaju držeći čajnik visoko iznad malih šalica.

## Brza hrana
Prodaja brze hrane na ulicama je dio već duge tradicije, a najbolji primjer je Djemaa el Fna u Marrakechu. Na izboru su najčešće lokalni "Bocadillo", Mozarella, riba (obično tuna) i omlet.
Trgovine koje prodaju mliječne proizvode nazivaju se "Mhlaba" i vrlo su rasprostranjene diljem zemlje. Te mliječne prodavaonice uglavnom nude sve vrste mliječnih proizvoda, sokova i lokalnih delicija kao što su (Bocadillos, Msemen i Harcha).
U kasnim 1990-im, nekoliko internacionalnih fast-food kompanija otvorilo je restorane u većim gradovima.

## Galerija
- Marokanski namazi
- Kiseli limuni ("leems"), poslastica u Maroku
- Marokanska janjetina sa šljivama i marelicama
- Seffa